# Мильграм, Борис Леонидович
Борис Леонидович Мильграм (род. 27 мая 1954, Одесса) — российский театральный режиссёр и антрепренёр, министр культуры и массовых коммуникаций Пермского края (с 2008 года). С 2010 по 2012 год — заместитель председателя Правительства Пермского края. С 2012 года — художественный руководитель Пермского академического Театра-Театра. Лауреат Высшей национальной театральной премии «Золотая маска» (2013) в номинации «Лучшая работа режиссёра в оперетте-мюзикле» за спектакль «Алые паруса». Номинант Высшей национальной театральной премии «Золотая маска» за лучшую работу режиссёра в оперетте-мюзикле, спектакль «8 женщин».

## Биография
Борис Мильграм родился 27 мая 1954 года в Одессе. В Пермь приехал в 1971 году, чтобы поступить в политехнический институт. В 1976 году окончил вуз, в 1983 году защитил кандидатскую диссертацию в области химической технологии (кандидат технических наук).
В 1989 году окончил режиссёрский факультет ГИТИСа имени А. В. Луначарского (курс Анатолия Васильева).
В 1987 году организовал и возглавил молодёжный театр в Перми, с 1992 по 1997 год работал режиссёром в театре им. Моссовета, затем в Московском театре эстрады, в театре «Школа современной пьесы».
Борис Мильграм одним из первых стал создавать коммерческие антрепризные спектакли: «Овечка» Надежды Птушкиной с Инной Чуриковой и Гедиминасом Тарандой, «Персидская сирень» Николая Коляды с Лией Ахеджаковой и Михаилом Жигаловым и многие другие.
В 1995 году дебютировал как кинорежиссёр, сняв телефильм по пьесе «Бред вдвоём» Эжена Ионеско.
Помимо режиссёрской работы Борис Мильграм занимался и преподавательской деятельностью: в 1994—1995 годах преподавал в ГИТИСе, в 1997—1998 годах — во ВГИКе.
С 2004 года Мильграм руководит Пермским академическим театром драмы, при нём полностью поменялась концепция и название театра, с 2007 года театр носит название Пермский академический Театр-Театр. За время работы в пермском театре выпустил ряд спектаклей: «Чайка», «Варвары», мюзиклы «Доктор Живаго», «Владимирская площадь» и др. (см. ниже).
С 19 июня 2008 года по 10 января 2011 года — министр культуры и массовых коммуникаций Пермского края.
23 декабря 2010 года назначен на должность вице-премьера правительства Пермского края. Стал одним из организаторов пермской культурной революции.
С 2012 года — художественный руководитель Пермского академического Театра-Театра.
Бывшая жена — актриса Ирина Максимкина. Дети: Маня, Эва, Артемий, Виолетта.

## Творчество

### Спектакли
- 1992 — «Первая любовь» С. Беккета
- 1992 — «Кто боится Вирджинии Вульф?» Э. Олби
- 1998 — «Пизанская башня» Н. М. Птушкиной
- 2000 — «Птицы» Евгения Унгарда

#### Пермский молодёжный театр
- «Случай в зоопарке» Э. Олби
- «Охота на крыс» П. Туррини
- «Пиковая дама» А. С. Пушкина

#### Театр имени Моссовета
- 1994 — «Школа жён» Мольера

#### Пермский академический Театр-Театр
- 2005 — «Чайка» А. П. Чехова
- 2006 — «Варвары» М. Горького
- 2007 — «Нельская башня» Александра Дюма
- 2007 — «Изображая жертву» братьев Пресняковых

#### Антреприза
- 1996 — «Овечка» Н. М. Птушкиной
- 1996 — «Персидская сирень» Н. В. Коляды
- 1998 — «Старая дева»
- 2001 — «Воскресение Лазаря» по Ф. М. Достоевскому

### Оперные спектакли
- 1991 — «Мастер и Маргарита» С. М. Слонимского (золотая медаль Дрезденского фестиваля)
- 1993 — «Орфей» К. Глюка, Санкт‑Петербург, Эрмитажный театр

### Мюзиклы

#### Пермский академический Театр-Театр
- 2006 — «Доктор Живаго» Б. Л. Пастернака, композитор Александр Журбин
- 2012 — «Алые паруса» по А. Грину, композитор Максим Дунаевский
- 2013 — «8 женщин» Робер Тома

### Телефильмы
- 1995 — Бред вдвоём